# Maison Margiela
Maison Margiela è una casa di moda di lusso francese fondata nel 1988 dallo stilista belga Martin Margiela e dall'imprenditrice Jenny Meirens. Nel 2002 il brand è stato acquisito dalla holding italiana OTB Group, mantenendo comunque un'identità indipendente.

## Storia
Martin Margiela aveva conosciuto Jenny Meirens nel 1983, al concorso di moda Golden Spindle Award, dove lei faceva parte della giuria. Meirens rimase molto colpita dalle opere di Margiela e si offrì di vendere i suoi abiti nel suo negozio di moda a Bruxelles. L'anno seguente Margiela si trasferì a Parigi, dove lavorò come assistente di design per Jean-Paul Gaultier, ruolo che mantenne sino al 1987. Dopo un periodo a Milano tornò ad Anversa dove aprì un piccolo studio al 12 di Leopoldstraat.
Nel 1988 Meirens e Margiela decisero di lanciare una propria casa di moda. La prima collezione di abbigliamento femminile a nome di Margiela fu presentata alla Settimana della moda di Parigi per la primavera del 1989. Le sue prime sfilate includevano erano spesso svolte in località inusuali, come quella del 1989 allestita in un parco giochi alla periferia di Parigi, in cui i bambini del posto interagivano liberamente con le modelle, o una collezione del 1992 in cui le modelle sfilavano in mezzo ad una banda di ottoni che suonava marciando lentamente sulla passerella.
Inizialmente Margiela lavorava in un appartamento di Parigi, ma in seguito aprì il primo negozio, scegliendo un edificio anonimo senza insegna e completamente bianco. Un tratto distintivo del marchio è infatti l'anonimato: per molti anni Martin Margiela stesso ha evitato qualsiasi esposizione mediatica, rifiutando interviste e apparizioni pubbliche. I suoi negozi non erano elencati nell'elenco telefonico e il nome di Margiela non appariva all'esterno dei negozi.
Anche i capi della maison, su decisione di Jenny Meirens, presentano etichette neutre, cucite con quattro punti visibili in modo da poter esser facilmente rimosse, e inizialmente completamente bianche. A partire dal 1997 sulle etichette vengono stampati i numeri da 0 a 23, a ciascuno dei quali corrisponde una specifica collezione.
Nel 2002 la Maison Martin Margiela è stata acquisita dall'OTB Group, una holding guidata da Renzo Rosso, proprietario anche del marchio di moda italiano Diesel.  Nel dicembre 2004 l'azienda si è trasferita in una nuova sede in un convento del XVIII secolo nell'XI arrondissement di Parigi. L'interno della sede e i mobili sono stati dipinti interamente di bianco; oltre all'ambiente bianco, tutti i dipendenti indossano dei camici bianchi uguali, indipendentemente dal ruolo.  
Nell'ottobre 2009 Martin Margiela ha annunciato le sue dimissioni da direttore creativo, senza che ne venissero resi noti i motivi. Dopo la partenza del fondatore, il ruolo di direttore creativo è stato svolto da un team di design anonimo di cui faceva parte anche lo stilista Demna Gvasalia. Nel 2014 è stato annunciato l'arrivo di John Galliano come nuovo direttor creativo, ruolo che ha lasciato a gennaio 2025 in favore di Glenn Martens.